# ベビスマ
『ベビスマ』は、フジテレビ系列で2007年4月15日（16日未明）から2016年12月25日（26日未明）まで放送されていた番組宣伝番組である。放送日時は2016年4月からは、毎週月曜日 1:30 - 1:35（日曜日深夜、SUナイト枠 → フジバラナイト SUN枠）。

## 内容

### 2007年4月 - 2011年9月
毎回テーマを決め、現代のクリエイターに、そのテーマに沿って『SMAP×SMAP』の番組タイトルを映像化した短編作品を製作してほしいと依頼し、作品が完成するまでの過程とその作品を放送。なお、翌日の『SMAP×SMAP』の予告も放送（ちなみに日付上は翌月曜日になっているためナレーションも「今夜のスマスマは」となっている）。
出演はクリエイターの他、「BISTRO SMAP」の中居の格好をした男児（声:田口宏子）とスタッフ（首から下しか映らない）（声：中村正）。
なお、クリエイターに会いに行くのは上記の男児という設定であるが、実際はCG加工されたキャラクター（レゴのミニフィグに酷似している）で、声優が声をあてている。
2009年4月から提供スポンサー（タマホーム）が入るようになったが、2012年4月以降はノンスポンサーとなっている。

### 2011年10月 - 12月
新人ディレクター（ベイビーなディレクター）が『SMAP×SMAP』の新企画を制作。SMAPメンバーが実際に企画を体験し、『SMAP×SMAP』本放送で使えるかどうか判断する。今まで同様、翌日の『SMAP×SMAP』の予告も放送されている。このリニューアルによって今まで宣伝程度の数秒の出演しかなかったSMAPが、正式に番組に出演する事となった。

### 2012年1月 - 2016年12月
『SMAP×SMAP』の過去の映像や、本放送でカットされたトークなどの未公開シーンを主に放送している。男児は番組の最後にのみ登場するようになった（以前はビストロの中居風の衣装を着ていたが、2015年現在はオーバーオールを着ている）。
2012年6月10日放送分から7月21・22日放送の『FNS27時間テレビ2012 笑っていいとも!真夏の超団結特大号!!』内の企画「草彅剛の100kmマラソン」の練習風景を紹介するコーナー「37歳でランナーになった僕」が放送されていた。
翌日の『SMAP×SMAP』の予告も継続して放送されている。
『SMAP×SMAP』の放送終了に伴い2016年12月25日に最終回を迎えた。

## ネット局
- ここでは2014年4月20日以降のネット局を挙げる。
- ネット局は全てフジテレビ系列。

| 放送対象地域   | 放送局         | 放送日時                     | 遅れ           | 脚注       |
| -------------- | -------------- | ---------------------------- | -------------- | ---------- |
| 関東広域圏     | フジテレビ     | 月曜 1:30 - 1:35（日曜深夜） | 制作局         | 制作局     |
| 北海道         | 北海道文化放送 | 月曜 1:30 - 1:35（日曜深夜） | 同時ネット     | [ 注釈 3 ] |
| 宮城県         | 仙台放送       | 月曜 1:30 - 1:35（日曜深夜） | 同時ネット     |            |
| 福島県         | 福島テレビ     | 月曜 1:30 - 1:35（日曜深夜） | 同時ネット     |            |
| 新潟県         | 新潟総合テレビ | 月曜 1:30 - 1:35（日曜深夜） | 同時ネット     |            |
| 長野県         | 長野放送       | 月曜 1:30 - 1:35（日曜深夜） | 同時ネット     | [ 注釈 4 ] |
| 静岡県         | テレビ静岡     | 月曜 1:30 - 1:35（日曜深夜） | 同時ネット     |            |
| 福井県         | 福井テレビ     | 月曜 1:30 - 1:35（日曜深夜） | 同時ネット     | [ 注釈 5 ] |
| 鳥取県・島根県 | 山陰中央テレビ | 月曜 1:30 - 1:35（日曜深夜） | 同時ネット     | [ 注釈 6 ] |
| 岡山県・香川県 | 岡山放送       | 月曜 1:30 - 1:35（日曜深夜） | 同時ネット     | [ 注釈 7 ] |
| 広島県         | テレビ新広島   | 月曜 1:30 - 1:35（日曜深夜） | 同時ネット     |            |
| 愛媛県         | テレビ愛媛     | 月曜 1:30 - 1:35（日曜深夜） | 同時ネット     | [ 注釈 8 ] |
| 福岡県         | テレビ西日本   | 月曜 1:30 - 1:35（日曜深夜） | 同時ネット     | [ 注釈 6 ] |
| 熊本県         | テレビくまもと | 月曜 1:30 - 1:35（日曜深夜） | 同時ネット     |            |
| 鹿児島県       | 鹿児島テレビ   | 月曜 1:30 - 1:35（日曜深夜） | 同時ネット     | [ 注釈 6 ] |
| 近畿広域圏     | 関西テレビ     | 日曜深夜（時間不定）         | 同日時差ネット | [ 注釈 9 ] |

### 過去のネット局
- 岩手めんこいテレビ
- 石川テレビ
- 高知さんさんテレビ
- さくらんぼテレビ

## 関連番組
- SMAP×SMAP
- FNS27時間テレビ2012 笑っていいとも!真夏の超団結特大号!!